# DB Regio Schleswig-Holstein

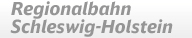
Historisches Logo der Regionalbahn Schleswig-Holstein

Die DB Regio Schleswig-Holstein (kurz DB Regio SH, vormals Regionalbahn Schleswig-Holstein) gehört zur DB Regio Nord und betreibt Schienenpersonennahverkehr (SPNV) in Schleswig-Holstein und Hamburg.

## Geschichte
Die DB Regionalbahn Schleswig-Holstein GmbH (RBSH) war ursprünglich ein eigenständiges Tochterunternehmen der DB Regio AG mit Sitz in Kiel. Rückwirkend zum 1. Januar 2006 wurde sie aufgelöst und mit der Muttergesellschaft verschmolzen. Seitdem betrieb DB Regio dort ihre Züge unter dem Namen Regionalbahn Schleswig-Holstein. Beginn 2018 wurde der Name Regionalbahn Schleswig-Holstein weitestgehend ausgemustert und durch DB Regio Schleswig-Holstein ersetzt.
Die DB Regio Schleswig-Holstein war das zweite Unternehmen nach DB Regio NRW, das es schaffte, eine bereits an NE-Bahnen vergebene Nahverkehrsleistung wieder für den DB-Konzern zurückzugewinnen: Die Regionalexpresslinie Hamburg-Neumünster-Flensburg-Padborg (ehemals Flensburgexpress) wurde nach Insolvenz der Flex Verkehrs AG von der Nord-Ostsee-Bahn (NOB) betrieben. Nach erneuter europaweiter Ausschreibung erbringt seit dem Fahrplanwechsel im Dezember 2005 jedoch die DB Regio Schleswig-Holstein wieder die geforderten Leistungen mit dem so genannten Schleswig-Holstein Express, kurz SH EX. Zeitgleich musste die DB Regio Schleswig-Holstein allerdings den Betrieb auf der Marschbahn abgeben. Diese wurde von der NOB betrieben und zum Fahrplanwechsel 2016 wieder von der DB Regio Schleswig-Holstein übernommen.

## Daten und Fakten

### Liniennetz
Das Liniennetz ist 720 Kilometer lang und umfasst 96 Bahnhöfe und Haltepunkte. Im Einzelnen werden dabei folgende Strecken bedient:
| Kursbuchstrecke  | Linie | Linienweg | Linienweg | Fahrzeugeinsatz                                                                           |
| ---------------- | ----- | --- | --- | ----------------------------------------------------------------------------------------- |
| KBS 130          | RE6   | Westerland (Sylt) – Niebüll – Husum – Heide (Holst) – Itzehoe – Elmshorn – Hamburg-Altona                                                  | Westerland (Sylt) – Niebüll – Husum – Heide (Holst) – Itzehoe – Elmshorn – Hamburg-Altona                                    | 245 + 4–12 Married-Pair-Wagen 245 + 5–6 Doppelstockwagen                                  |
| KBS 131          | RE7   | Flensburg – Schleswig – Rendsburg – | Neumünster – Elmshorn – (Pinneberg) – Hamburg Hbf                                                                            | 1 × 445 (Twindexx, vierteilig) 2 × 445 (Twindexx) Neumünster–Hamburg                      |
| KBS 103          | RE7   | Kiel Hbf – Flintbek – Bordesholm – Einfeld –                                                                                               | Neumünster – Elmshorn – (Pinneberg) – Hamburg Hbf                                                                            | 1 × 445 (Twindexx, vierteilig) 2 × 445 (Twindexx) Neumünster–Hamburg                      |
| KBS 104          | RE8   | Hamburg Hbf – Bad Oldesloe – Reinfeld (Holst) – Lübeck-Moisling – Lübeck Hbf (Lübeck-Travemünde Strand (nur Sommerhalbjahr))               | Hamburg Hbf – Bad Oldesloe – Reinfeld (Holst) – Lübeck-Moisling – Lübeck Hbf (Lübeck-Travemünde Strand (nur Sommerhalbjahr)) | 1-3 × 445 (KISS, vierteilig)                                                              |
| KBS 104          | RE8X  | Lübeck Hbf – Hamburg-Hasselbrook – Hamburg Hbf (Expresszug)                                                                                | Lübeck Hbf – Hamburg-Hasselbrook – Hamburg Hbf (Expresszug)                                                                  | 1 × 445 (KISS, vierteilig)                                                                |
| KBS 130          | RE60  | Westerland (Sylt) – Niebüll – Husum – Hamburg-Altona / Hamburg Hbf (nur Sommerhalbjahr)                                                    | Westerland (Sylt) – Niebüll – Husum – Hamburg-Altona / Hamburg Hbf (nur Sommerhalbjahr)                                      | 245 + Married-Pair-Wagen                                                                  |
| KBS 130          | RB62  | Heide (Holst) – Itzehoe | Heide (Holst) – Itzehoe | 1 × 622                                                                                   |
| KBS 103          | RE70  | Kiel Hbf – Neumünster – Elmshorn – Hamburg Hbf                                                                                             | Kiel Hbf – Neumünster – Elmshorn – Hamburg Hbf                                                                               | 1-2 × 445 (Twindexx, vierteilig) 112 / 146.1 / 146.3 + 5-6 Doppelstockwagen (ersatzweise) |
| KBS 104          | RE80  | Hamburg Hbf – Bad Oldesloe – Reinfeld (Holst) – Lübeck-Moisling – Lübeck Hbf                                                               | Hamburg Hbf – Bad Oldesloe – Reinfeld (Holst) – Lübeck-Moisling – Lübeck Hbf                                                 | 1-2 × 445 (KISS, vierteilig)                                                              |
| KBS 104          | RB81  | Bad Oldesloe – Ahrensburg – Hamburg-Hasselbrook – Hamburg Hbf                                                                              | Bad Oldesloe – Ahrensburg – Hamburg-Hasselbrook – Hamburg Hbf                                                                | 112 / 146.1 + 6 Doppelstockwagen                                                          |
| KBS 140          | RB85  | Lübeck Hbf – Timmendorfer Strand – Neustadt (Holstein)                                                                                     | Lübeck Hbf – Timmendorfer Strand – Neustadt (Holstein)                                                                       | 1-3 × 648                                                                                 |
| KBS 104          | RB86  | Lübeck Hbf – Lübeck-Travemünde Skandinavienkai – Lübeck-Travemünde Hafen – Lübeck-Travemünde Strand                                        | Lübeck Hbf – Lübeck-Travemünde Skandinavienkai – Lübeck-Travemünde Hafen – Lübeck-Travemünde Strand                          | 1 × 445 (KISS, vierteilig)                                                                |
|                  | X60   | Schnellbus Itzehoe – Brunsbüttel (Fahrten werden durch die Autokraft durchgeführt)                                                         | Schnellbus Itzehoe – Brunsbüttel (Fahrten werden durch die Autokraft durchgeführt)                                           | Iveco Crossway LE                                                                         |
|                  | X85   | Expressbus Lübeck – Puttgarden (Fahrten werden durch die Autokraft durchgeführt)                                                           | Expressbus Lübeck – Puttgarden (Fahrten werden durch die Autokraft durchgeführt)                                             | Neoplan Skyliner                                                                          |
| Ehemalige Linien |       | | |                                                                                           |
| KBS 102          | RE1   | Hamburg Hbf – Hamburg-Bergedorf – Büchen                                                                                                   | bis Fahrplanwechsel 2019, Betrieb durch DB Regio Nordost übernommen, integriert in den Hanse-Express                         | 112 + 5 Doppelstockwagen (Montag–Samstag) 1 × 648 (Sonntag)                               |
| KBS 103          | RB61  | Hamburg-Altona / Hamburg Hbf – Pinneberg – Elmshorn – Glückstadt – Itzehoe                                                                 | bis Fahrplanwechsel 2014, Betrieb durch Nordbahn übernommen                                                                  | 143 + 5-6 n Wagen                                                                         |
| KBS 103          | RB71  | Hamburg-Altona – Pinneberg – Elmshorn – Wrist – Neumünster                                                                                 | bis Fahrplanwechsel 2014, Betrieb durch Nordbahn übernommen                                                                  | 143 + 3 n Wagen                                                                           |
| KBS 131          | RB77  | Neumünster – Schleswig – Rendsburg – Flensburg-Weiche – Flensburg                                                                          | bis Fahrplanwechsel 2014, integriert in RE7                                                                                  | 143 + 3 n-Wagen                                                                           |
| KBS 135          | RB64  | Husum – St. Peter-Ording | bis Fahrplanwechsel 2023, Betrieb durch Nordbahn übernommen                                                                  | 1 × 648                                                                                   |
| KBS 146          | RE72  | Kiel Hbf – Gettorf – Eckernförde – Süderbrarup – Flensburg                                                                                 | bis Fahrplanwechsel 2023, Betrieb durch Nordbahn übernommen                                                                  | 1-2 × 648                                                                                 |
| KBS 146          | RB73  | Kiel Hbf – Kiel-Hassee CITTI-PARK Gettorf – Eckernförde                                                                                    | bis Fahrplanwechsel 2023, Betrieb durch Nordbahn übernommen                                                                  | 1-2 × 648                                                                                 |
| KBS 134          | RE74  | Kiel Hbf – Felde – Rendsburg – Schleswig – Jübek – Husum                                                                                   | bis Fahrplanwechsel 2023, Betrieb durch Nordbahn übernommen                                                                  | 1 × 648                                                                                   |
| KBS 134          | RB75  | Kiel Hbf – Felde – Rendsburg | bis Fahrplanwechsel 2023, Betrieb durch Nordbahn übernommen                                                                  | 1 × 648                                                                                   |
| KBS 103          | RB77  | Neumünster – Einfeld – Bordesholm – Kiel Hbf                                                                                               | bis Fahrplanwechsel 2017, integriert in RE7                                                                                  | 112 + 3-4 n/y Wagen                                                                       |
| KBS 145          | RE83  | Kiel Hbf – Preetz – Plön – Bad Malente-Gremsmühlen – Eutin – Lübeck Hbf – Ratzeburg – Büchen – Lauenburg (Elbe) – Lüneburg / (Hamburg Hbf) | bis Fahrplanwechsel 2022, Betrieb durch erixx Holstein übernommen                                                            | 1-3 × 648 218 + 5 Doppelstockwagen (Zwei Zugpaare)                                        |
| KBS 145          | RB84  | Kiel Hbf – Preetz – Plön – Bad Malente-Gremsmühlen – Eutin – Lübeck Hbf                                                                    | bis Fahrplanwechsel 2022, Betrieb durch erixx Holstein übernommen                                                            | 1-2 × 648                                                                                 |
| KBS 133          | RB76  | Kiel Hbf – Kiel-Oppendorf | bis Fahrplanwechsel 2022, Betrieb durch erixx Holstein übernommen                                                            | 1 × 648                                                                                   |

### Fahrzeugpark
Zum Fahrzeugpark gehören Lokomotiven der Baureihe 112, Baureihe 146, Baureihe 218 und Baureihe 245 sowie Triebwagen der Baureihe 445 (Typ Twindexx), Baureihe 445 (Typ KISS), Baureihe 622 und Baureihe 648. Zwischen Oktober und Dezember 2009 wurden die Triebwagen der Baureihe 628 durch neue Triebwagen der Baureihe 648.3 ersetzt. Dies betraf vor allem die Strecken von Lübeck nach Kiel, Fehmarn und Lüneburg. Die neuen Triebwagen besitzen beide Wagenklassen, sind klimatisiert und 120 km/h schnell. Seit Ende 2009 sind in Schleswig-Holstein keine 628er mehr im Einsatz. Die damals noch in Schleswig-Holstein befindlichen 628er wurden an andere Standorte des DB-Konzerns abgegeben.
Bis Ende 2009 wurden neue Doppelstockwagen ausgeliefert. Bis August 2009 standen 28 „Dostos“ für den Regional-Express Hamburg–Kiel zur Verfügung, so dass vier der fünf Umläufe mit Doppelstockwagen gefahren werden konnten. Der fünfte Reserveumlauf wurde weiterhin mit n-Wagen gefahren. Auch die Regionalbahnleistungen Hamburg–Ahrensburg–Bad Oldesloe wurden im Laufe des Jahres 2009 auf Doppelstockwagen umgestellt. Auf den Regionalbahn-Leistungen Hamburg–Itzehoe blieben die n-Wagen noch einige Jahre erhalten, bis zum Jahr 2014.
Ab 2011 wurden weitere neue Dieseltriebwagen ausgeliefert. Die DB hatte insgesamt 16 Triebwagen der Baureihe 648.4 bestellt. Diese wurden ab Dezember 2011 im Regionalnetz Nord Schleswig-Holstein eingesetzt.
Bis zum Fahrplanwechsel 2014 wurde die Strecke Hamburg–Flensburg zur geraden Stunde zwischen Hamburg–Neumünster sowie Neumünster–Flensburg mit Regionalbahnen, bestehend aus Lokomotiven der Baureihe 143 mit n-Wagen, befahren, zur ungeraden Stunde wurde die Strecke durchgehend vom Schleswig-Holstein-Express bestehend aus 112er Loks mit modernisierten Interregiowagen befahren, seit dem Fahrplanwechsel 2014 fährt der SH-Express stündlich und hält zwischen Neumünster und Flensburg überall. Die meisten dort eingesetzten Wagen besaßen Einzelsitze, die im Rahmen des Umbauprogramms „SH99“ kurz vor der Jahrtausendwende eingebaut wurden.
Zum 30. Dezember 2015 wurde die Linie RE 7 (Hamburg–Flensburg) auf Doppelstockwagen umgestellt.
Mit Betriebsaufnahme der Linien RE6 und RB62 im Dezember 2016 übernahm die damalige Regionalbahn Schleswig-Holstein auch das Fahrzeugmaterial von der Nord-Ostsee-Bahn. Das sind 90 Married-Pair-Wagen, 15 Lokomotiven der Baureihe 245, 2 Lokomotiven vom Typ ER20 und 3 Dieseltriebwagen vom Typ LINT 54, wobei sämtliche Fahrzeuge angemietet werden, unter anderem von dem Hamburger Unternehmen Paribus. Zum Betreiberwechsel waren jedoch aufgrund eines Defektes an den Kupplungen die Married-Pair-Wagen nicht einsatzbereit, so mussten vorerst Wagen älterer Bauart als Ersatz eingesetzt werden. Zudem werden auch zusätzliche Lokomotiven vom Typ ER20 und MaK DE2700 angemietet, da teilweise in Sandwich-Traktion gefahren werden muss.
Seit dem Fahrplanwechsel 2017 wurden die Fahrzeuge vom Typ Twindexx (ET445) schrittweise auf den Linien RE7 und RE70 eingeführt. Der RE7 wird in Neumünster geteilt, ein Zugteil fährt nach Kiel Hbf und der andere nach Flensburg. Somit kann nun zweimal pro Stunde umsteigefrei nach Kiel Hbf gereist werden. Die RB77 zwischen Kiel Hbf und Neumünster entfällt. Die Fahrzeuge vom Typ Twindexx bestehen aus Triebwagenköpfen und zwei Bombardier-Doppelstockwagen der 5. Generation. Insgesamt stehen der DB Regio Nord in Schleswig-Holstein 17 Triebwagen zur Verfügung. Seit 2021 werden sieben Dieseltriebwagen der Baureihe 648.1 im Netz der DB Regio Schleswig Holstein eingesetzt. Diese kommen seit Dezember 2022 vor allem auf der RB85 zum Einsatz, um dort die Fahrzeuge der Baureihen 648.3 und 648.4 zu ersetzen, da diese für andere Strecken benötigt werden und bis Ende 2024 als Übergangsflotte an erixx Holstein und die Nordbahn vermietet waren. Seit Januar 2023 wurden die Fahrzeuge vom Typ KISS (ET445) schrittweise auf den Linien RE8, RE8X, RE80 und RB86 eingeführt.
| Baureihe | Fahrzeugtyp | Bemerkung                             | Einsatz                 | Bild |
| -------- | ----------- | ------------------------------------- | ----------------------- | ---- |
| 112      |             |                                       | RE7, RE70, RB81         |      |
| 146.1    | Traxx       | umbeheimatet aus Bremen               | RE7, RE70, RB81         |      |
| 146.3    | Traxx       | umbeheimatet aus NRW                  | RE7, RE70               |      |
| 218      |             |                                       |                         |      |
| 245      | Traxx       | angemietet bei Paribus; NAH.SH Design | RE6, RE60               |      |
| 445      | Twindexx    | NAH.SH Design                         | RE7, RE70               |      |
| 445      | KISS        | NAH.SH Design                         | RE8, RE8X, RE 80, RB 86 |      |
| 622      | LINT 54     | angemietet bei Paribus; NAH.SH Design | RB62                    |      |
| 648.1    | LINT 41     | NAH.SH Design umbeheimatet aus NRW    | RB85                    |      |
| 648.3    | LINT 41     | teilweise im NAH.SH Design            | RB62, RB85              |      |

### Bahnbetriebswerk Kiel

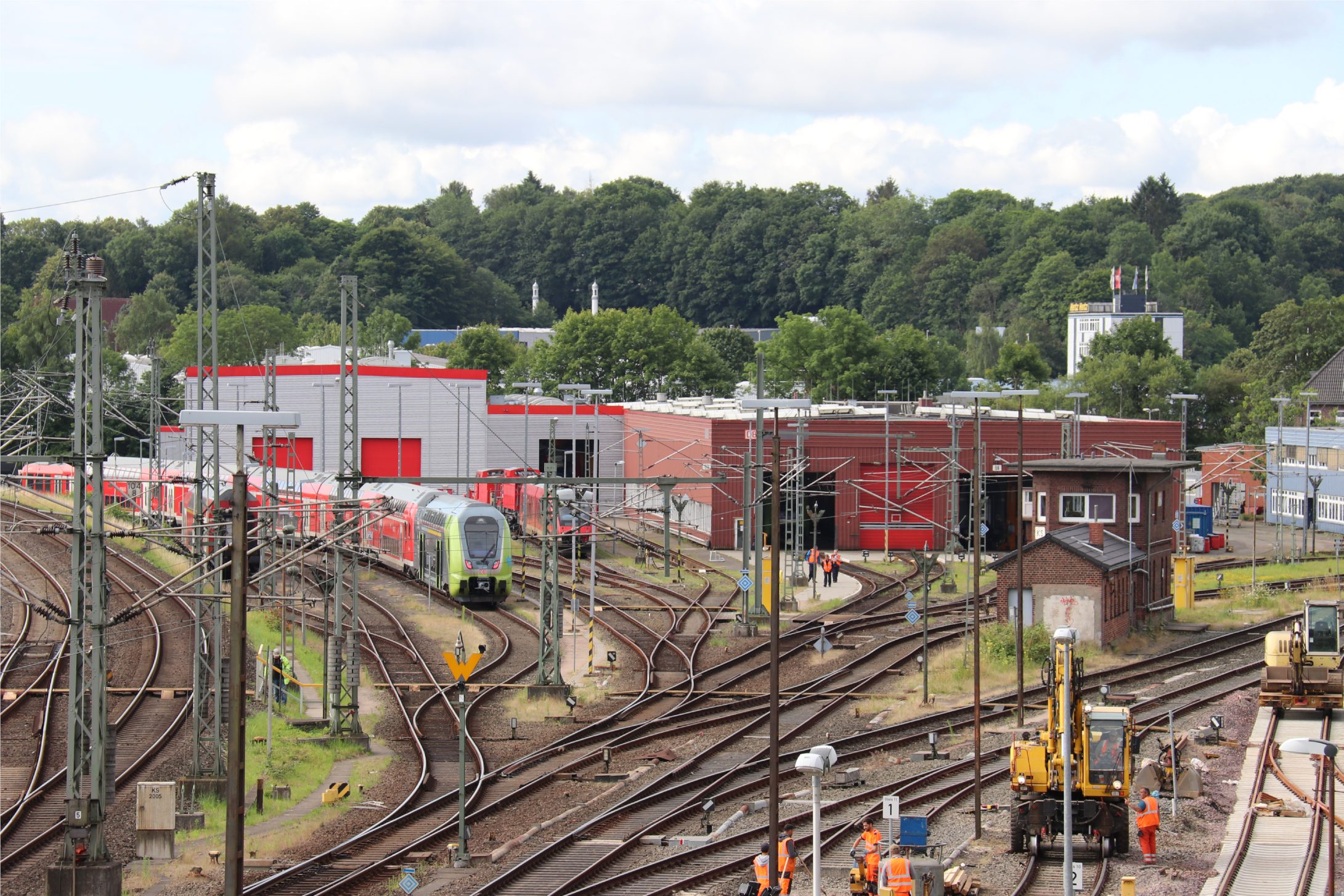
Bahnbetriebswerk Kiel

Das Bahnbetriebswerk Kiel ist für die Wartung des Fahrzeugparks verantwortlich. Die neue Werkstatt für Dieseltriebwagen wurde am 2. Juni 2010 vom damaligen schleswig-holsteinischen Verkehrsminister Jost de Jager eröffnet.
Das Bahnbetriebswerk besitzt je eine Halle zur Wartung von Reisezugwagen, von Dieseltriebwagen sowie für Elektrolokomotiven und eine Drehscheibe.